# Aymar de La Baume Pluvinel
Aymar Eugène de La Baume Pluvinel (Marcoussis, 6 de novembro de 1860 — Vic-sur-Cère, 18 de julho de 1938) foi um astrônomo francês.
Foi professor da École supérieure d'optique e membro da Académie des Sciences (desde 28 de novembro de 1932).
Em 1909 obteve com auxílio de seu assistente Fernand Baldet as primeiras fotografias em alta definição da superfície de marte com auxílio de um novo telescópio em Pic du Midi.
Recebeu em 1923 o Prêmio Jules Janssen.